# Abablemma duomaculata
Abablemma duomaculata là một loài bướm đêm thuộc họ Erebidae. Chúng được tìm thấy ở miền nam Texas, phía nam México.
Mỗi năm loài này có thể có nhiều thế hệ.
Ấu trùng ăn các loài thực vật Physcia nhưng cũng có thể ăn nhiều loại địa y khác.